# Banhu
Banhu (chiń. 板胡; pinyin bǎnhú) – chiński instrument smyczkowy (rodzaj huqina) wykorzystywany w muzyce ludowej.
Pudło rezonansowe banhu zbudowane jest z drewnianej obręczy i cienkiej drewnianej drewnianej płyty rezonansowej (w innych rodzajach huquina płyta wykonana jest ze skóry wężowej lub jaszczurzej). Instrument ma dwie jedwabne struny, które rozciągnięte są wzdłuż 60-centymetrowej szyjki o okrągłym przekroju. Włosie bambusowego smyczka przetknięte jest między strunami; podczas gry jedna ze strun pocierana jest od dołu, a druga od góry. Banhu wyposażony jest w zintegrowany kapodaster, dzięki któremu muzyk może szybko przestrajać instrument (patrz skordatura).